# First Division 1921/1922
Třicátý ročník First Division (1. anglické fotbalové ligy) se konal od 27. srpna 1921 do 6. května 1922.
Hrálo se opět s 22 kluby. Sezonu vyhrál po 16 letech a potřetí ve své klubové historii Liverpool, který vyhrál o šest bodů před Tottenhamem. Na posledním místě v tabulce skončil Manchester United. Nejlepším střelcem se stal hráč Middlesbrough Andrew Wilson který vstřelil 31 branek.